# الطفيل بن النعمان
الطُفَيل بن النُعَمان بن خنساء بن سنان الخزرجي الأنصاري صحابي جليل من قبيلة الخزرج من الأنصار شهد مع النبي محمد ﷺ غزوة بدر وغزوة أحد وغزوة الخندق وقُتِل فيها شهيداً. وفي كتاب الطبقات الكبرى ذكر انه قتله وحشي فكان يقول: أكرم الله حمزة بن عبد المطلب والطفيل بن النعمان بيدي ولم يهني بأيديهما، يعني أقتل كافرا. وكان للطفيل بن النعمان من الولد بنت يقال لها الربيع تزوجها أبو يحيى عبد الله بن عبد مناف بن النعمان بن سنان بن عبيد فولدت له، وأمها أسماء بنت قرط بن خنساء بن سنان بن عبيد، وليس للطفيل بن النعمان عقب.